# Seguro de Vejez e Invalidez
El Seguro de Vejez e Invalidez (SOVI) establecido en España en 1947, fue un seguro social público de cobertura de vejez e invalidez.
En 1947, en el momento de creación del SOVI, las mutualidades laborales, que proporcionaban básicamente los mismos beneficios, empezaron a incrementar su actividad bajo la protección del Ministerio de Trabajo. Este proceso condujo al establecimiento de una estructura doble y concurrente en la administración de las prestaciones y ralentizó el desarrollo del SOVI. Las mutualidades podían incluir trabajadores de una rama económica en el ámbito nacional o provincial, o incluso trabajadores de una única empresa.

## Antecedentes
El primer antecedente del Seguro de Vejez e Invalidez fue el Retiro Obrero obligatorio, establecido en 1919, que fue el primer seguro social público de cobertura de vejez que se implantó en España. En 1939, la Ley de 1 de septiembre aprobó el Subsidio de Vejez que sustituyó al Retiro Obrero. Eliminó el sistema de capitalización y estableció un sistema de reparto con pago de pensiones fijas. En 1947, este subsidio se integró en el Seguro de Vejez e Invalidez.

## Contenido
Desde 1967, el SOVI es un régimen residual que se aplica a aquellos trabajadores y sus derechohabientes que cumplen los requisitos exigidos por la legislación del régimen citado y extinguido, pero no tienen derecho a pensión de la Seguridad Social, con excepción de las pensiones de viudedad de las que puedan ser beneficiarios
Las condiciones que han de cumplirse para tener derecho a la pensión de vejez del SOVI son las siguientes:
- Haber cumplido los 65 años de edad o 60 en el supuesto de vejez por causa de incapacidad, que "debe ser permanente y total para la profesión habitual y no derivada de accidente de trabajo o enfermedad profesional".
- No tener derecho a otra prestación pública, con excepción de las pensiones de viudedad.
- Haber estado afiliado al régimen del Retiro Obrero o tener cubiertos 1.800 días de cotización al régimen del Seguro Obligatorio de Vejez e Invalidez antes del 1 de enero de 1967.

## Normativa[6]
- Ley de 1 de septiembre de 1939 (B.O.E. del 9), que sustituye el régimen de capitalización en el retiro obrero por el de pensión fija.
- Orden de 2 de febrero de 1940 (B.O.E. del 8), que establece un régimen de subsidio de vejez en sustitución del régimen de retiro obrero.
- Decreto de 18 de abril de 1947 que crea la Caja Nacional del Seguro de Vejez e Invalidez, preparando un sistema de protección para este último riesgo.[1]
- Orden de 18 de junio de 1947 que establece normas para la aplicación del Decreto de 18 de abril de 1947.[7]
- D.L. 2 de septiembre de 1955 (B.O.E. de 23 de octubre), que eleva la prestación del Seguro de Vejez e Invalidez.
- Orden de 10 de agosto de 1957 (B.O.E. del 15), sobre incompatibilidades de las pensiones del SOVI.
- Circular núm. 66/1982, 28 de junio, dicta aclaraciones sobre el derecho a obtener pensiones del SOVI.
- Resolución de 30 de julio de 1985 que declara la imprescriptibilidad de las pensiones de viudedad del SOVI cuando el fallecimiento del causante o cumplimiento de los 65 años por la viuda se haya producido a partir de 22 de junio de 1967.[8]
- Ley 9/2005, de 6 de junio, para compatibilizar las pensiones del Seguro Obligatorio de Vejez e Invalidez (SOVI) con las pensiones de viudedad del sistema de la Seguridad Social.[9]